# Igrzyska Czarnomorskie 2007
1. Igrzyska Czarnomorskie – multidyscyplinarne zawody sportowe, które odbyły się w tureckim Trabzonie między 2 i 8 lipca 2007 roku. W imprezie brało udział 1277 zawodników (w tym 340 kobiet) z 11 krajów. Rywalizowali oni w 13 dyscyplinach. Wśród uczestników imprezy zabrakło reprezentacji Serbii. Główną areną igrzysk był Hüseyin Avni Aker Stadyumu.

## Klasyfikacja medalowa
| Lp   | Kraj        | Złoto | Srebro | Brąz | Suma |
| ---- | ----------- | ----- | ------ | ---- | ---- |
| 1    | Rosja       | 86    | 57     | 31   | 174  |
| 2    | Turcja      | 79    | 40     | 41   | 160  |
| 3    | Ukraina     | 21    | 23     | 12   | 56   |
| 4    | Grecja      | 15    | 23     | 51   | 89   |
| 5    | Rumunia     | 10    | 15     | 29   | 54   |
| 6    | Azerbejdżan | 9     | 7      | 11   | 27   |
| 7    | Gruzja      | 6     | 8      | 20   | 34   |
| 8    | Mołdawia    | 0     | 3      | 15   | 18   |
| 9    | Armenia     | 0     | 2      | 12   | 14   |
| 10   | Bułgaria    | 0     | 2      | 3    | 5    |
| 11   | Albania     | 0     | 2      | 1    | 3    |
| Suma | Suma        | 186   | 182    | 224  | 592  |

## Dyscypliny i wyniki
- Łucznictwo
- Lekkoatletyka
- Koszykówka
- Kolarstwo
- Piłka nożna
- Gimnastyka
- Łucznictwo paraolimpijskie
- Pływanie paraolimpijskie
- Pływanie
- Taekwondo
- Siatkówka
- Wyścigi na wózkach
- Zapasy